# Gmina Jasenice
Gmina Jasenice (polsky Gmina Jasienica) je gmina v jižním Polsku ve Slezském vojvodství v okrese Bílsko-Bělá. Skládá se ze čtrnácti starostenství:
- Běry (Biery) – 1 284 obyvatel, rozloha 2,16 km²
- Bělovicko (Bielowicko) – 622 obyvatel, rozloha 3,11 km²
- Dolní Meziříčí (Międzyrzecze Dolne) – 1 163 obyvatel, rozloha 7,80 km²
- Horní Meziříčí (Międzyrzecze Górne) – 2 652 obyvatel, rozloha 12,51 km²
- Hradec (Grodziec) – 1 256 obyvatel, rozloha 9,75 km²
- Jilovnice (Iłownica) – 1 018 obyvatel, rozloha 7,75 km²
- Jasenice (Jasienica) – 5 242 obyvatel, rozloha 11,72 km²
- Landek (Landek) – 601 obyvatel, rozloha 4,47 km²
- Lazy (Łazy) – 903 obyvatel, 3,49 km²
- Mazančovice (Mazańcowice) – 3 745 obyvatel, rozloha 8,18 km²
- Roztropice (Roztropice) – 755 obyvatel, rozloha 5,76 km²
- Rudice (Rudzica) – 3 036 obyvatel, rozloha 11,48 km²
- Svěntošůvka (Świętoszówka) – 618 obyvatel, rozloha 1,50 km²
- Věščút (Wieszczęta) – 529 obyvatel, rozloha 1,99 km²

Dohromady má celá gmina rozlohu 91,71 km² (20,0 % území okresu) a ke dni 31. 12. 2016 zde žilo 23 424 obyvatel (14,41 % obyvatelstva okresu).
Sousedí s městem Bílsko-Bělá na západě, gminou Javoří a gminou Brenná na jihu, gminou Skočov na západě, gminou Chyby a gminou Čechovice-Dědice na severu.
Gmina leží na území Těšínského Slezska na úpatí Slezských Beskyd. Centrální část gminy se z geomorfologického hlediska nachází ve Slezském podhůří a jedná se o oblast s dobře rozvinutým zemědělstvím. Severozápadní část gminy kolem vesnic Roztropice, Jilovnice a Landek patří k rybníkářské oblasti zvané Žabí kraj. Mazančovice, Horni a Dolní Meziříčí a také samotná Jasenice jsou součástí suburbánní zóny Bílska-Bělé.